# Jesper Manns
Jesper Per Manns, född 5 augusti 1995 i Eskilstuna, är en svensk fotbollsspelare som spelar för Galtabäcks BK.

## Karriär
Manns moderklubb är Triangelns IK. Säsongen 2012 spelade han för Eskilstuna City FK i division 1. 
I mars 2013 skrev han på ett tvåårskontrakt med Jönköpings Södra IF. Han debuterade den 3 juni 2013 mot Falkenbergs FF. Matchen slutade med en 4–2-förlust för J-södra och Manns byttes i halvlek in tillsammans med Jonathan Drott mot lagkaptenen Tommy Thelin och Zourab Tsiskaridze. Under sin första säsong i klubben spelade han nio matcher i Superettan. I februari 2014 förlängde han sitt kontrakt med ytterligare två år.
Den 28 januari 2015 värvades Manns av IF Elfsborg, där han skrev på ett femårskontrakt. Den 10 augusti 2019 värvades Manns av Kalmar FF, där han skrev på ett halvårskontrakt. Efter säsongen 2019 lämnade Manns klubben.
I februari 2020 värvades Manns av AFC Eskilstuna, där han skrev på ett tvåårskontrakt. I mars 2022 förlängde Manns sitt kontrakt i klubben fram till den 31 augusti samma år. I augusti 2022 förlängde han sitt kontrakt över resten av säsongen.
I november 2022 återvände han till sin gamla klubb Jönköpings Södra. Inför säsongen 2025 gick han till division 3-klubben Galtabäcks BK.